# 아서 애슈킨
아서 애슈킨(영어: Arthur Ashkin, 1922년 9월 2일 ~ 2020년 9월 21일)은 미국의 물리학자이다. 1940년 콜롬비아 대학교에 입학하여 학사학위를 수여받고 후에 코넬 대학교에서 박사 학위를 수여받았다. 2018년에 레이저 물리학 분야에서 획기적인 연구와 업적을 남긴 공로로 제라드 무루, 도나 스트릭랜드 박사와 함께 노벨 물리학상을 수상했다.
광 핀셋 발명에 대한 공로를 인정받아 노벨 물리학상 수상자로 선정되었다.

## 수상 경력
- 2003: 조셉키슬리상
- 2018: 노벨 물리학상